# Радзивилл, Михаил Казимир

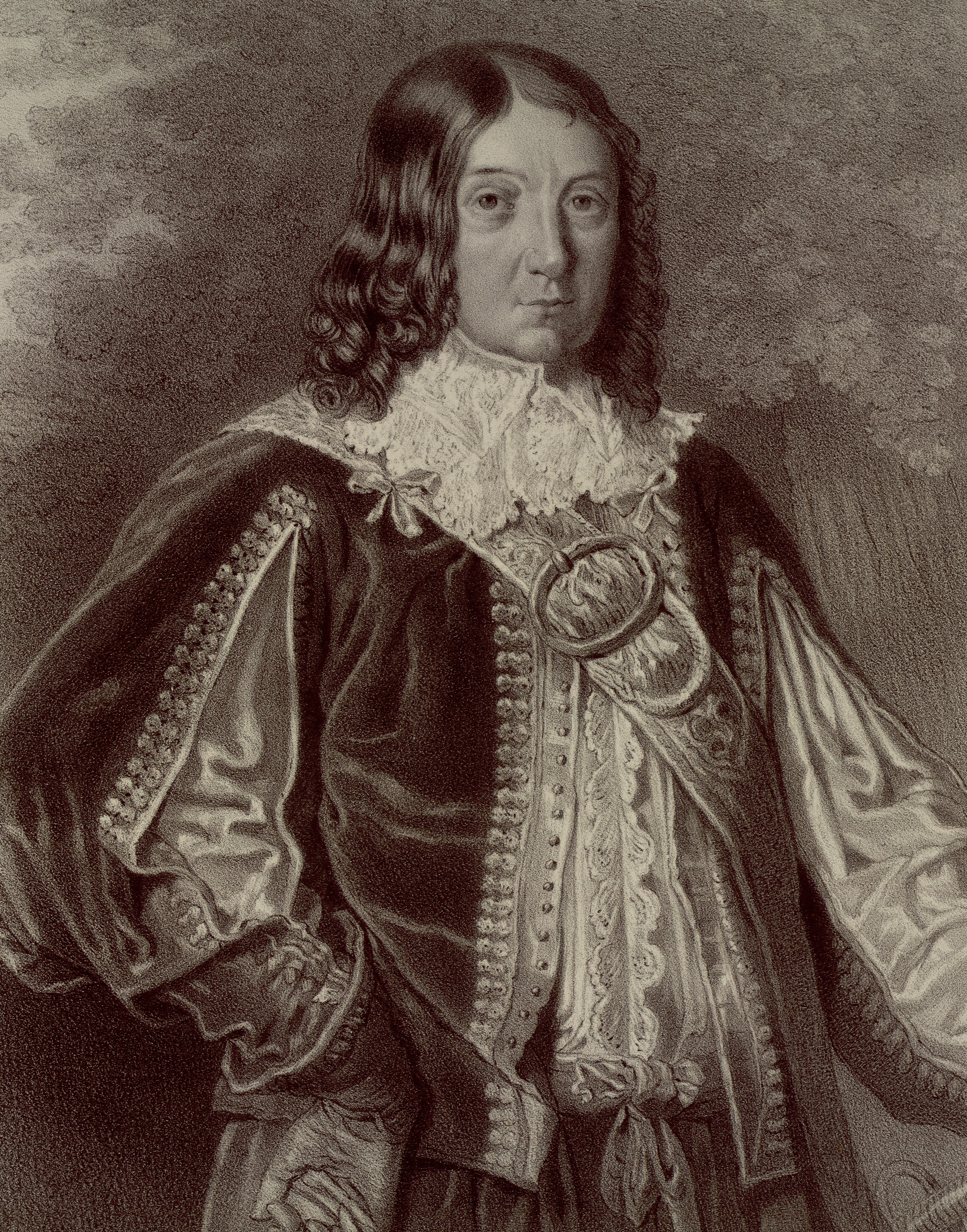
Портрет Михаила Казимира Радзивилла

Князь Михаи́л Казими́р Радзиви́лл (пол. Michał Kazimierz Radziwiłł; 26 октября 1625, Несвиж — 14 ноября 1680, Болонья) — крупный литовский магнат из рода Радзивиллов, гетман польный литовский (1668—1680), 6-й ординат Несвижский (1654—1680), 4-й ординат Олыцкий (1656—1680), 3-й пан на Бяле-Подляской (1654—1680). Участник войн Речи Посполитой с Русским государством (1654—1667), Швецией (1655—1660) и Османской империей (1672—1676).

## Биография
Представитель несвижской линии магнатского рода Радзивиллов герба «Трубы». Родился в Несвиже, сын маршалка великого литовского и воеводы полоцкого, князя Александра Людвика Радзивилла и от первого брака с Теклой Анной Волович. Он имел следующие титулы: стольник великий литовский (с 1652), кравчий великий литовский (с 1653), подчаший великий литовский (с 1656), каштелян виленский (с 1661), воевода виленский (с 1667), подканцлер Литовский (с 1668), польный гетман литовский (1668—1680). Также он был старостой следующих староств: Тельшяй, Упите, Лида, Гомель, Пропойск — в Литве; Пшемысль, Члухув, Каменец-Подольский, Хойнице, Рабштын, Хотин, Гульбин — в Короне.
Его крестным отцом был будущий король Речи Посполитой Ян II Казимир Ваза. После смерти своей матери (1638) Михаил Казимир воспитывался в Кобрине под опекой своей бабки Эльжбеты Гославской-Волович. Начальное образование получил в Несвиже, куда переехал после смерти своей бабки. Участвовал в политической жизни Речи Посполитой с 1648 года, когда на элекционном сейме поддержал кандидатуру Яна Казимира Вазы, вместе со своим отцом присутствовал на его коронации. После получения своей первой государственной должности — стольника великого литовского — вместе с отцом отправился в путешествие по Европе, во время которого длительное время провёл в Болонье, где учился в университете.
В 1648, 1659 и 1661 годах избирался послом на сеймы. В 1664 году был избран маршалком Трибунала Великого княжества Литовского.
В 1654 году после смерти своего отца Михаил Казимир Радзивилл унаследовал Несвижскую ординацию и занялся укреплением Несвижа и городского замка. В 1655 году вместе с местными жителями успешно защищал Несвиж от русской армии. В битве со шведами под Филипповом в октябре 1656 года едва не попал в плен к противнику. Несмотря на большие потери, откликнулся на просьбу короля Яна II Казимира и выставил в литовскую армию за свой счёт 600 драгун и 1200 пехоты, однако по приказу короля эти формирования были включены в состав коронной армии. В том же 1656 году после смерти своего бездетного двоюродного дяди, Альбрехта Станислава Радзивилла, унаследовал Олыцкую ординацию.
В 1659 году Михаил Казимир Радзивилл участвовал в боях за освобождение литовских и белорусских земель, оккупированных русскими войсками. В конце того же 1659 года отправился в Несвиж, чтобы укрепить городи замок, пополнить его оружием, боеприпасами и людьми. В 1660 году укрепленный Несвижский замок выдержал повторную осаду русской армии.
После военных разорений Михаил Казимир Радзивилл добился от польского короля Яна II Казимира освобождения Несвижа на четыре года от налогов, солдатского постоя и королевских пошлин. 20 января 1673 года издал универсал, в котором освобождал поощрял население селиться в Несвиже, гарантируя жителям свободы согласно Магдебургскому праву, также делал значительные пожертвования католическим костёлам и монастырям.
В периоде между 2 мая и 18 июля 1661 года он был маршалком ординарного сейма, проходившего в Варшаве. В 1673 году принимал участие в битве под Хотином, в которой польско-литовское под предводительством гетмана великого коронного Яна Собеского разгромило турецкую армию.
Во время бескоролевья (1673—1674) Михаил Казимир Радзивилл претендовал на польский королевский престол, но он поддержал кандидатуру гетмана великого коронного Яна III Собеского и стал его ближайшим сподвижником. Участвовал в военных кампаниях против турок в 1674—1675 и 1679 годах на Украине.
В 1679 году гетман польный литовский Михаил Казимир Радзивилл посетил с визитом германского императора Леопольда I Габсбурга и папу римского Иннокентия XI. Скончался на обратном пути в Болонье.

## Частная жизнь
Михаил Казимир был ярым католиком, изучал догматы религии. Имел склонность к наукам и увлекался алхимией. 7 июля 1658 года во Львове женился на Катажине Собеской (1634—1694), сестре короля Яна Собеского. Дети:
- Николай Франтишек (1659—1672)
- Богуслав Кшиштоф (1662—1675)
- Ежи Юзеф (1668—1689), 7-й ординат несвижский и воевода трокский
- Кароль Станислав (1669—1719), 8-й ординат несвижский и канцлер великий литовский
- Фекла Аделаида
- Ян
- Людвиг

Михаил Казимир испытывал неприязненное отношение к своим двоюродным братьям Янушу Радзивиллу и Богуславу Радзивиллу за то, что те поддерживали шведов во время Кровавого Потопа.